# Lattermaskinen
Lattermaskinen er en dansk stum komediefilm fra 1910 produceret af Nordisk Filmskompagni efter manuskript af Albert Gnudtzmann. Filmens instruktør er ukendt.
Filmen blev i tysktalende lande distribueret som Die Lachmaschine.

## Handling
En genial opfinder Funtus gør den ene spændende opfindelse efter den anden, men har på trods heraf ingen penge. Kone og børn er sure over smalhans i hjemmet, og hr. Funts opfinder derfor en lattermaskine, der får alle til at le. Et par indbrudstyde får ufrivilligt henledt offentlighedens opmærksomhed på lattermaskinen, og en melankolsk rigmand køber maskinen for et stort beløb. Nu er der penge i hjemmet, og familien kan le uden hjælp fra lattermaskinen.

## Medvirkende
- Oscar Stribolt
- Victor Fabian
- Ingeborg Rasmussen
- Carl Schenstrøm
- Paul Welander
- Edvard Jacobsen
- Casper Petersen